# تیلویتسا

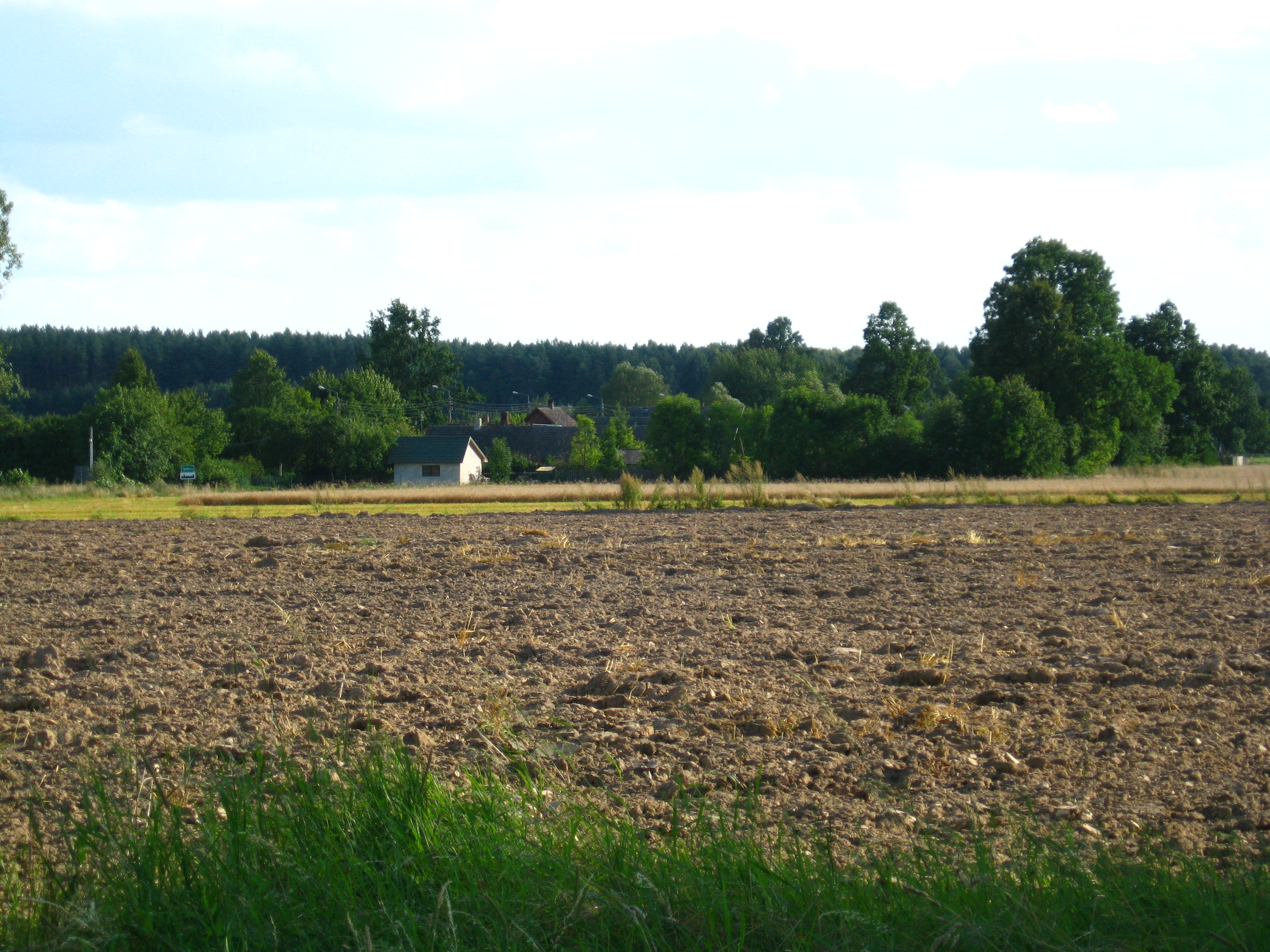
نمایی از تیلویتسا

تیلویتسا (به لاتین: Tylwica) یک منطقهٔ مسکونی در لهستان است که در Gmina Michałowo واقع شده‌است.